# Cimetière militaire d'Esnes
Le Cimetière militaire d'Esnes (Esnes Communal Cemetery) est un cimetière militaire de la Première Guerre mondiale situé sur le territoire de la commune d'Esnes, Nord. 

## Localisation
Ce cimetière est situé à 500 m à l'extérieur du village, dans le cimetière communal, route du hameau de Longsart.

## Historique
Esnes fut occupée par les troupes allemandes le 26 août 1914 après la défaite des alliés lors de la Bataille du Cateau ; ce cimetière fut créé à cette date pour inhumer plus de 50 soldats britanniques tombés lors des combats. Le village resta ensuite loin des combats jusqu'au 8 octobre 1918 date à laquelle le village fut pris par les troupes australiennes. D'autres victimes des combats furent alors inhumées dans ce cimetière.

## Caractéristique
Il y a maintenant plus de 117 victimes de guerre de 1914-1918 commémorées sur ce site dont 62 ne sont pas identifiées.

## Sépultures
| Pays        | Sépultures |
| ----------- | ---------- |
| Royaume-Uni | 117        |

### Galerie

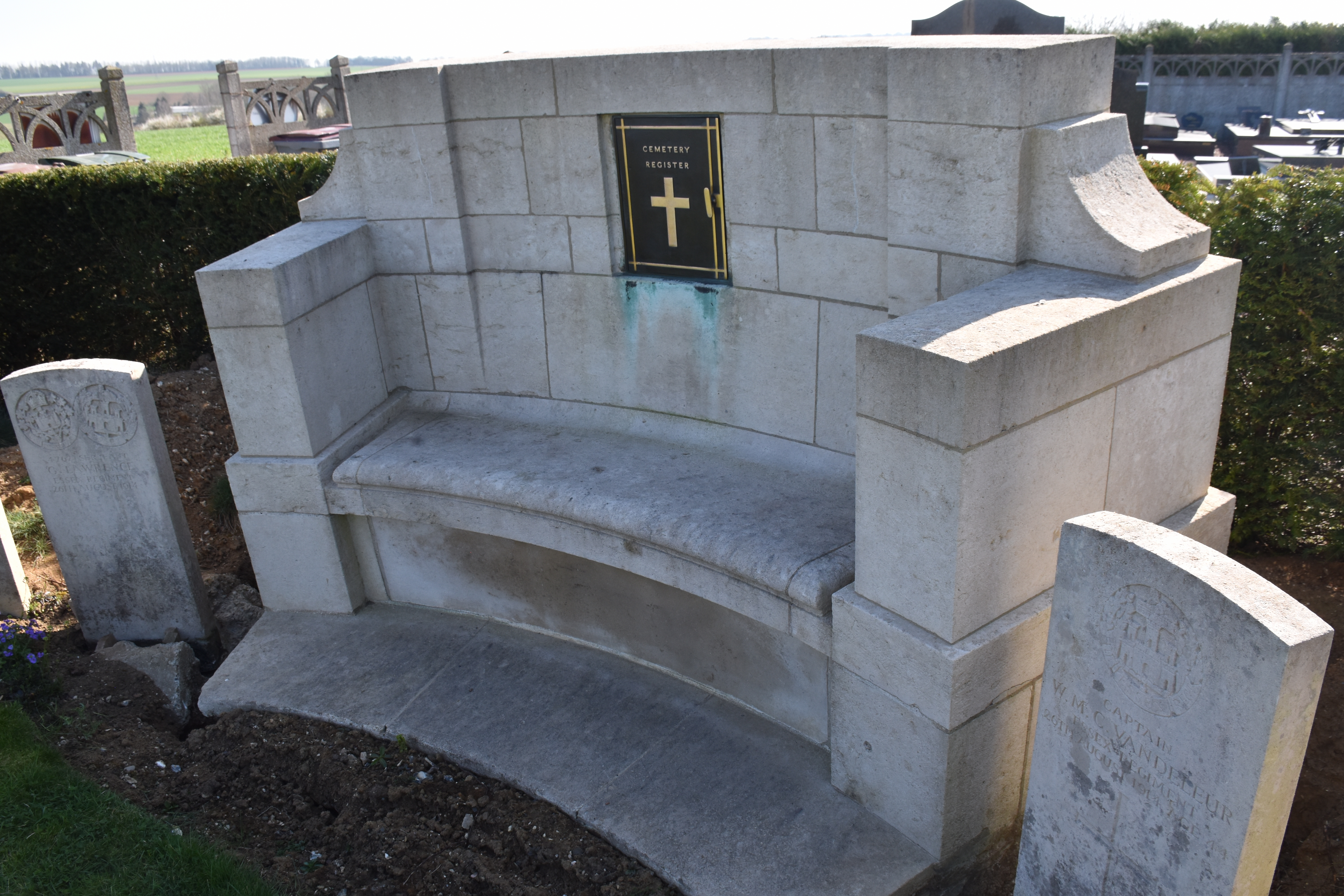
Reposoir avec coffre pour le registre.
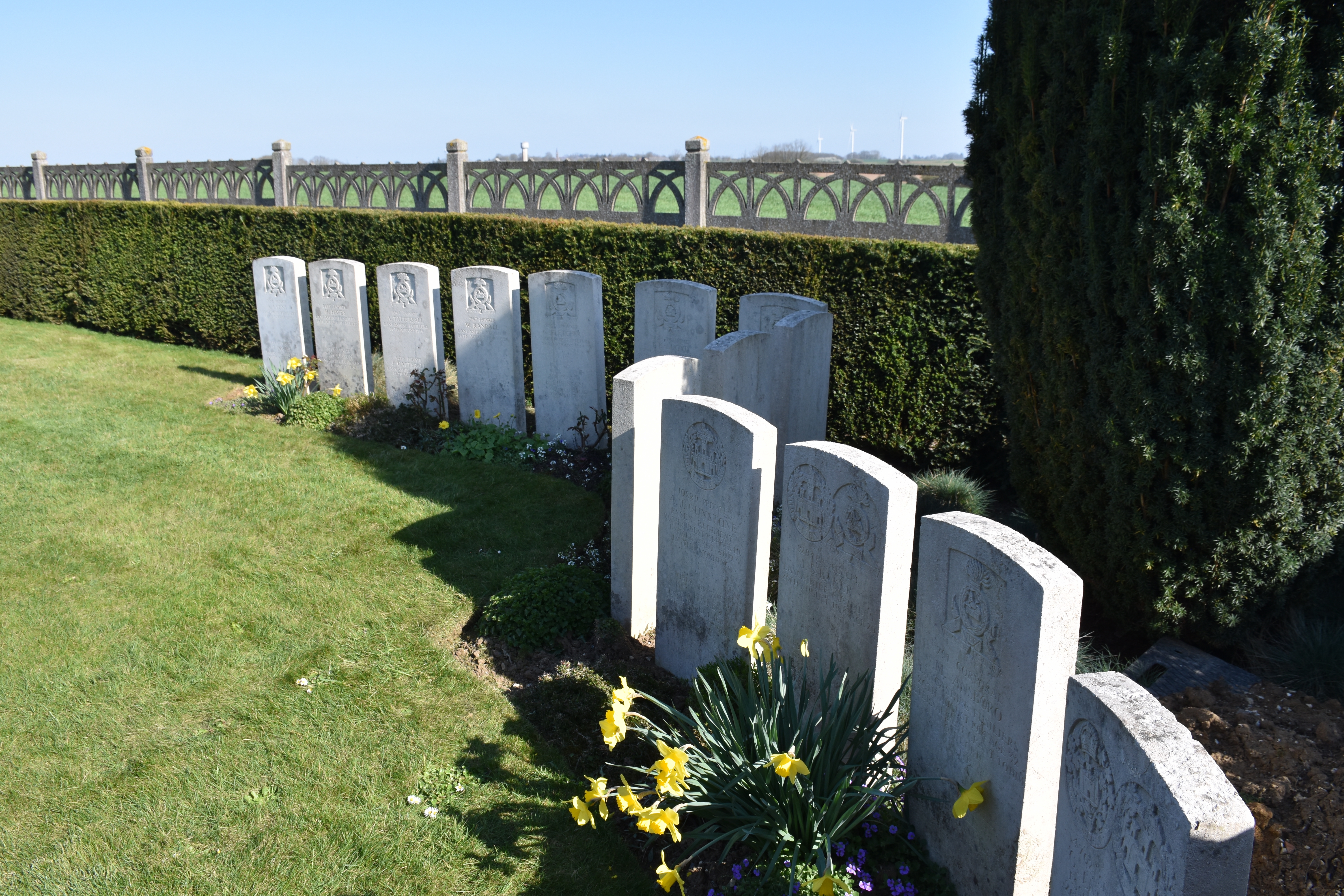
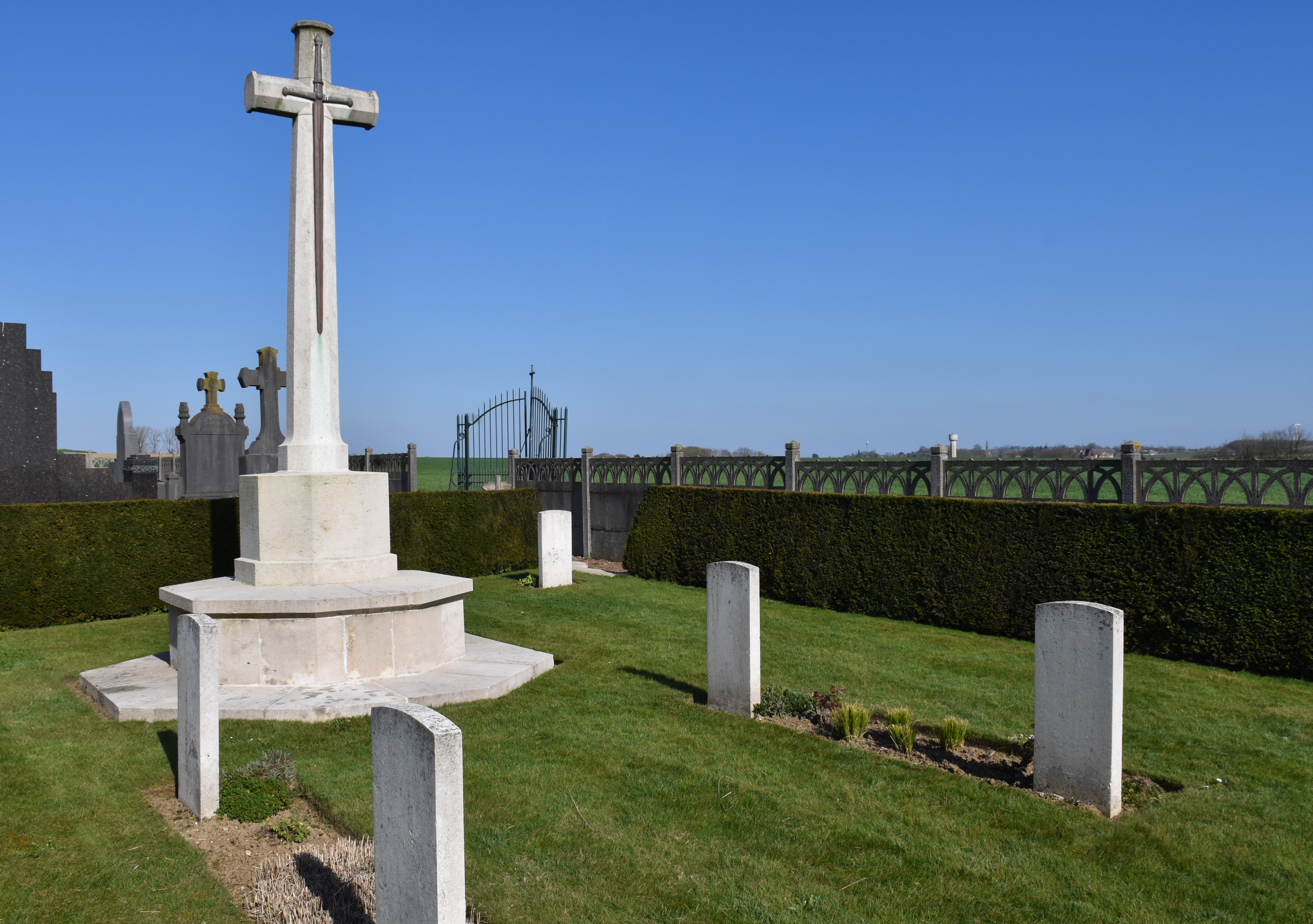
La Croix du Sacrifice.
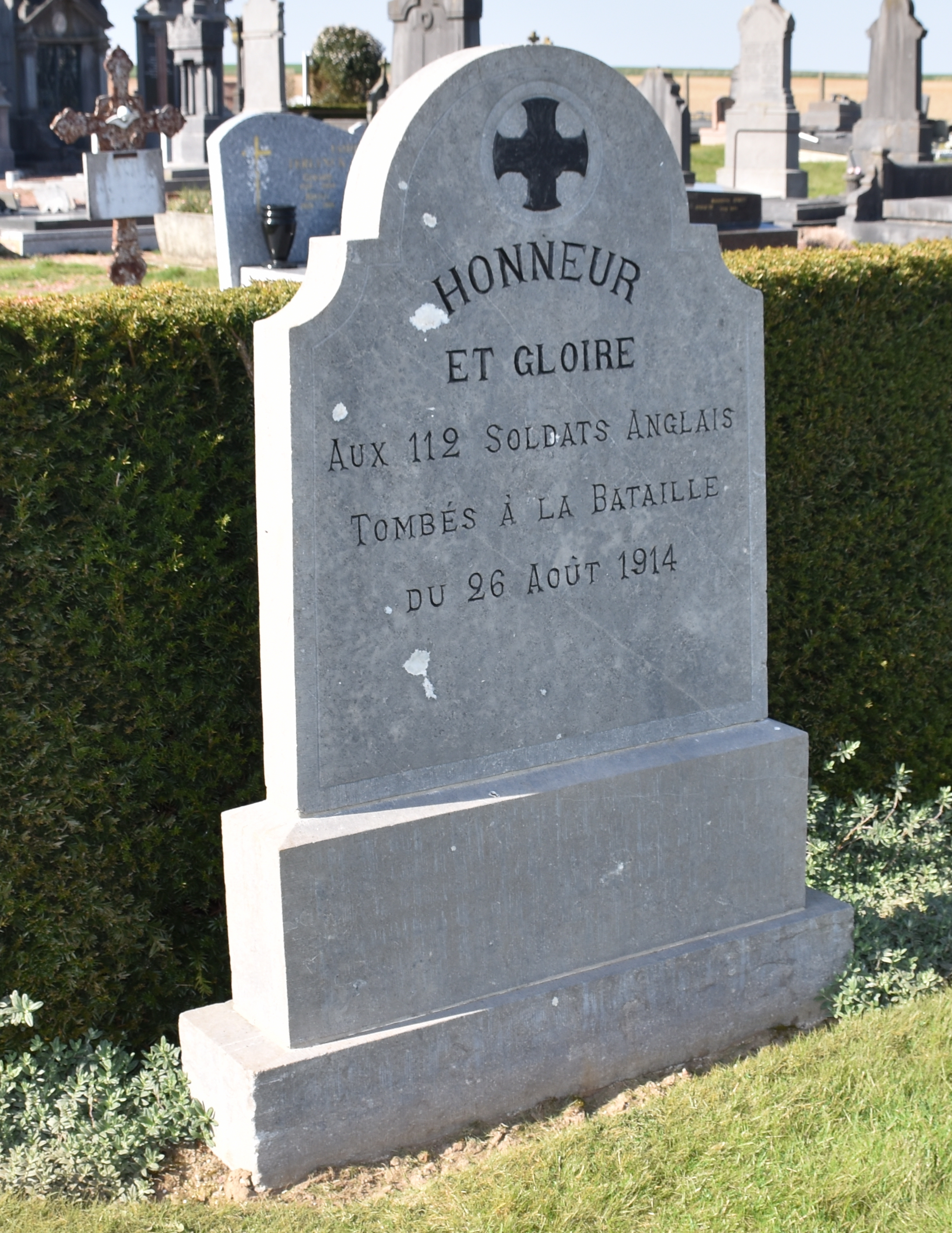
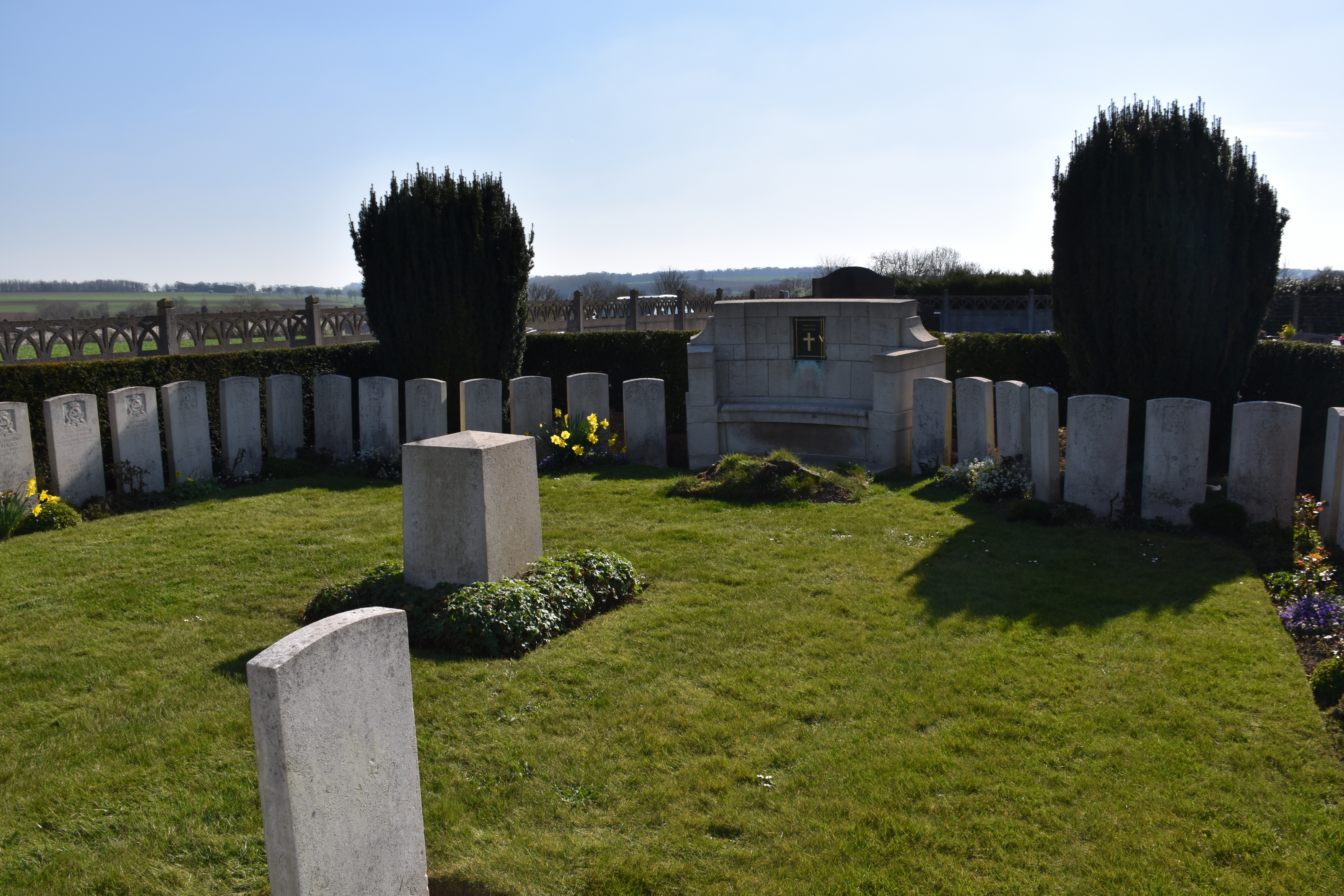
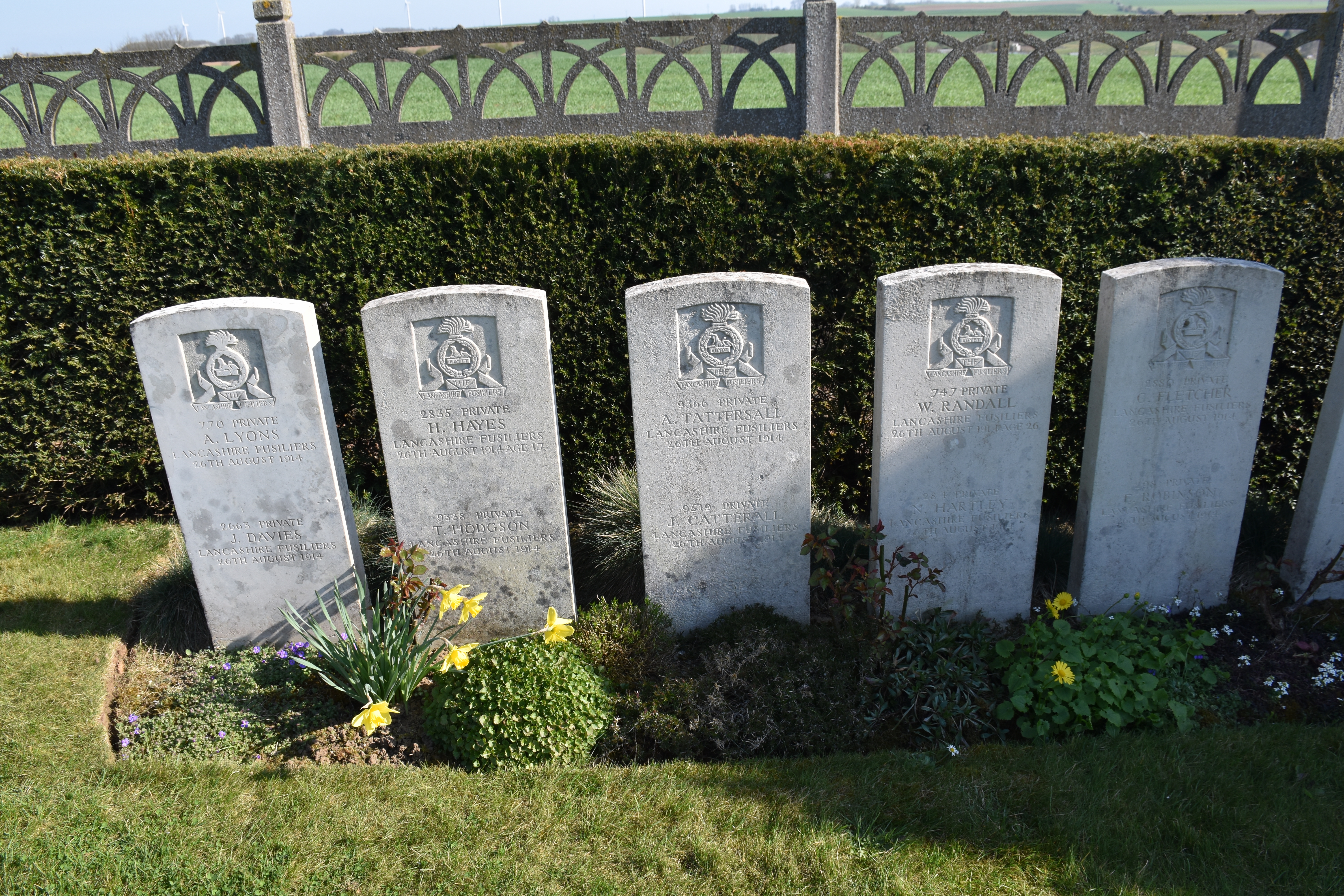
Quelques-uns des premiers morts britanniques de la guerre.
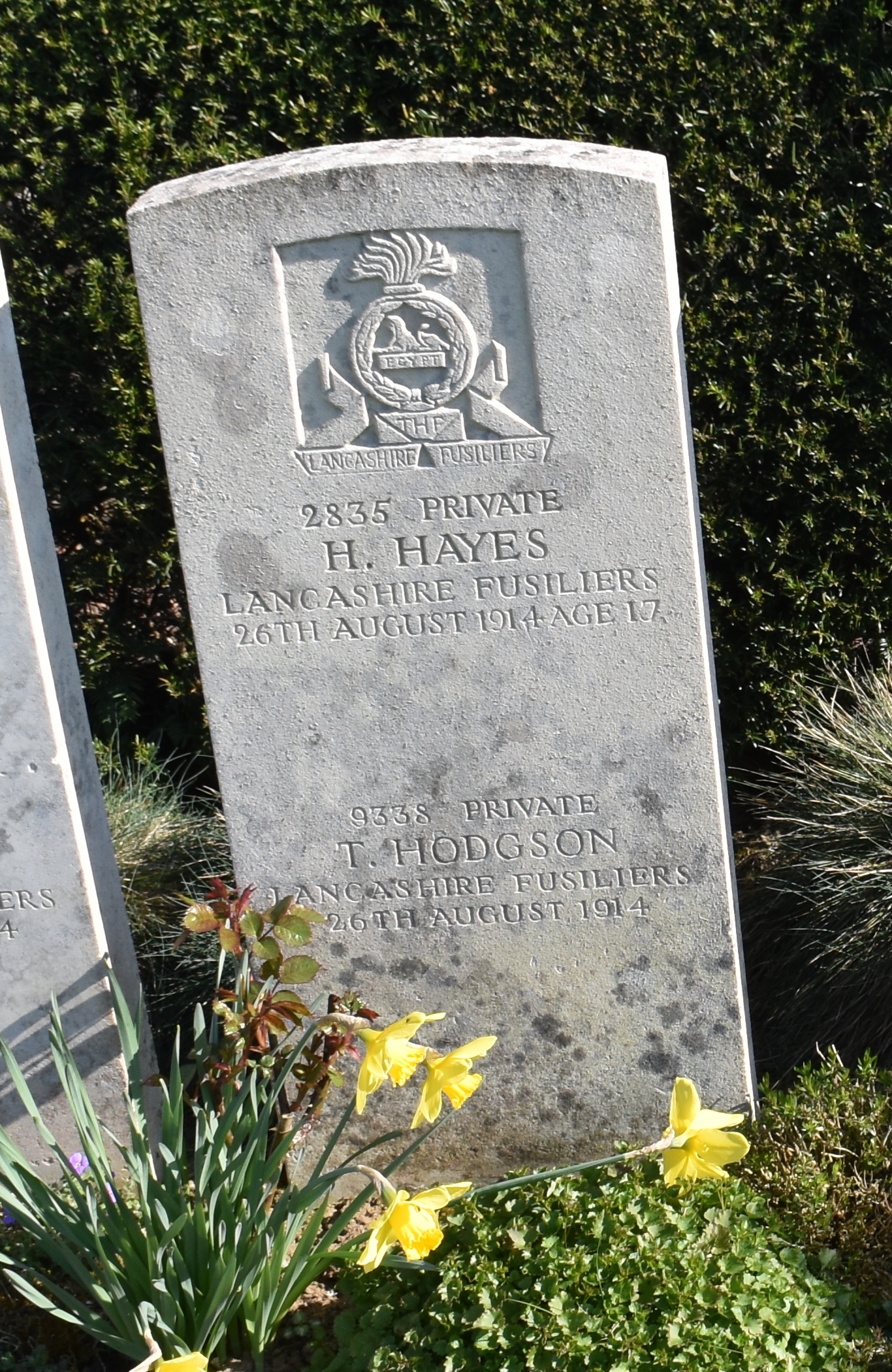
Le soldat H.Hayes tombé le 26 août 1914 à l'âge de 17 ans.